# 胡思學
胡思學（1398年—15世紀），號拙菴，江西臨江府新喻縣人，明朝政治人物。

## 生平
胡思學是永樂十八年（1420年）舉人，次年（1421年）聯捷進士，時年二十四歲，但他立刻請求乞假養親，在家鄉修葺石橋和書舍，為當地子弟講學。
宣德年間胡思學赴闕，獲授行在行人司行人，受命奉祭山西、河南、江西等地，數次奉詔出使都謹慎行事，拒絕饋贈。九年後考績稱勤，陞任刑部浙江司員外郎，以理解刑律推陞本部右侍郎，此時他卻上疏祭祖，回家後以石泉自娛，不再出仕，有《覽勝集》流傳。

## 引用
1. 1 2  同治《新喻縣志·卷九·人物一》：胡思學，號拙菴，年二十四成進士，乞假養親歸，葺石橋書舍，讀書講學其中。宣德乙未始赴闕，授行在行人司行人，奉祭山西平陽邸、河南藩邸、江西甯邸，及禁於陝於蜀，數奉詔出使皆慎以持己，嚴以却贈，稱大行之職九載。考績曰勤，陞南刑部浙江司員外郎，以祥刑考最推陞本部右侍郎，上疏乞歸焚黃，因以石泉自娛，終於考槃焉，所著有《覽勝集》藏於家。
2. ↑  同治《新喻縣志·卷八·選舉》：永樂十八年庚子鄉試 胡思學 見進士